# Pariana vulgaris
Pariana vulgaris är en gräsart som beskrevs av Thomas Gaskell Tutin. Pariana vulgaris ingår i släktet Pariana och familjen gräs. Inga underarter finns listade i Catalogue of Life.